# Christopher Lees filmografi
Filmografien for den britiske skuespiller Sir Christopher Lee (1922–2015) begyndte i 1948 og omfatter mere end 200 film.

## Film
| #   | År   | Film                                              | Rolle | Noter                                                               |
| --- | ---- | ------------------------------------------------- | --- | ------------------------------------------------------------------- |
| 1   | 1948 | Corridor of Mirrors                               | Charles                                                                                                  |                                                                     |
| 2   | 1948 | One Night with You                                | Pirellis assistent                                                                                       |                                                                     |
| 3   | 1948 | Hamlet                                            | Spear Carrier                                                                                            | Ukrediteret                                                         |
| 4   | 1948 | Penny and the Pownall Case                        | Jonathan Blair                                                                                           |                                                                     |
| 5   | 1948 | A Song for Tomorrow                               | Auguste                                                                                                  |                                                                     |
| 6   | 1948 | My Brother's Keeper                               | Second Constable                                                                                         | Slettede scener                                                     |
| 7   | 1948 | Saraband for Dead Lovers                          | Bit Part                                                                                                 | Ukrediteret                                                         |
| 8   | 1948 | Scott of the Antarctic                            | Bernard Day                                                                                              |                                                                     |
| 9   | 1949 | Trottie True                                      | Bongo |                                                                     |
| 10  | 1950 | They Were Not Divided                             | Chris Lewis                                                                                              |                                                                     |
| 11  | 1950 | Prelude to Fame                                   | Newsman                                                                                                  |                                                                     |
| 12  | 1951 | Valley of Eagles                                  | Det. Holt                                                                                                |                                                                     |
| 13  | 1951 | Captain Horatio Hornblower R.N.                   | Spanish Captain                                                                                          |                                                                     |
| 14  | 1951 | Quo Vadis                                         | Chariot Driver                                                                                           | Ukrediteret                                                         |
| 15  | 1952 | The Crimson Pirate                                | Joseph (attache)                                                                                         |                                                                     |
| 16  | 1952 | Top Secret                                        | Russian Agent                                                                                            | Ukrediteret                                                         |
| 17  | 1952 | Paul Temple Returns                               | Sir Felix Raybourne                                                                                      |                                                                     |
| 18  | 1952 | Babes in Bagdad                                   | Slave Dealer                                                                                             |                                                                     |
| 19  | 1952 | Moulin Rouge                                      | Georges Seurat                                                                                           |                                                                     |
| 20  | 1953 | Les vacances de Monsieur Hulot                    | Stemme                                                                                                   | Ukrediteret                                                         |
| 21  | 1953 | Innocents in Paris                                | Lieutenant Whitlock                                                                                      | Ukrediteret                                                         |
| 22  | 1954 | Destination Milan                                 | Svenson                                                                                                  |                                                                     |
| 23  | 1955 | Man in Demand                                     | |                                                                     |
| 24  | 1955 | Crossroads                                        | Harry Cooper                                                                                             |                                                                     |
| 25  | 1955 | Final Column                                      | |                                                                     |
| 26  | 1955 | That Lady                                         | Captain                                                                                                  |                                                                     |
| 27  | 1955 | Police Dog                                        | Johnny, a constable                                                                                      |                                                                     |
| 28  | 1955 | The Dark Avenger                                  | French Patrol Captain at Tavern                                                                          | Ukrediteret                                                         |
| 29  | 1955 | The Cockleshell Heroes                            | Submarine Commander                                                                                      |                                                                     |
| 30  | 1955 | Storm Over the Nile                               | Karaga Pasha                                                                                             |                                                                     |
| 31  | 1956 | Alias John Preston                                | John Preston                                                                                             |                                                                     |
| 32  | 1956 | Private's Progress                                | Gen. von Linbeck's aide                                                                                  | Ukrediteret                                                         |
| 33  | 1956 | Port Afrique                                      | Franz Vermes                                                                                             |                                                                     |
| 34  | 1956 | Beyond Mombasa                                    | Gil Rossi                                                                                                |                                                                     |
| 35  | 1956 | The Battle of the River Plate                     | Manolo                                                                                                   |                                                                     |
| 36  | 1957 | Ill Met by Moonlight                              | German Officer at Dentists                                                                               |                                                                     |
| 37  | 1957 | Fortune Is a Woman                                | Charles Highbury                                                                                         |                                                                     |
| 38  | 1957 | The Traitor                                       | Dr. Neumann                                                                                              |                                                                     |
| 39  | 1957 | The Curse of Frankenstein                         | The Creature                                                                                             |                                                                     |
| 40  | 1957 | Manuela                                           | Stemme                                                                                                   | Ukrediteret                                                         |
| 41  | 1957 | Bitter Victory                                    | Sgt. Barney                                                                                              |                                                                     |
| 42  | 1957 | The Truth About Women                             | François                                                                                                 |                                                                     |
| 43  | 1958 | A Tale of Two Cities                              | Marquis St. Evremonde                                                                                    |                                                                     |
| 44  | 1958 | Dracula                                           | Grev Dracula                                                                                             | Alternativ titel: Horror of Dracula                                 |
| 45  | 1958 | Battle of the V-1                                 | Labor Camp Captain, Men's Section                                                                        |                                                                     |
| 46  | 1958 | Corridors of Blood                                | Resurrection Joe                                                                                         |                                                                     |
| 47  | 1959 | Baskervilles hund                                 | Sir Henry Baskerville                                                                                    |                                                                     |
| 48  | 1959 | The Man Who Could Cheat Death                     | Dr. Pierre Gerard                                                                                        |                                                                     |
| 49  | 1959 | The Treasure of San Teresa                        | Jaeger                                                                                                   |                                                                     |
| 50  | 1959 | The Mummy                                         | Kharis, Mumien                                                                                           |                                                                     |
| 51  | 1959 | Uncle Was a Vampire                               | Baron Roderico da Frankurten                                                                             |                                                                     |
| 52  | 1960 | Too Hot to Handle                                 | Novak |                                                                     |
| 53  | 1960 | Beat Girl                                         | Kenny |                                                                     |
| 54  | 1960 | The City of the Dead                              | Prof. Alan Driscoll                                                                                      | Alternativ titel: Horror Hotel                                      |
| 55  | 1960 | The Two Faces of Dr. Jekyll                       | Paul Allen                                                                                               |                                                                     |
| 56  | 1960 | The Hands of Orlac                                | Nero the magician                                                                                        |                                                                     |
| 57  | 1961 | The Terror of the Tongs                           | Chung King                                                                                               |                                                                     |
| 58  | 1961 | Taste of Fear                                     | Doctor Pierre Gerrard                                                                                    |                                                                     |
| 59  | 1961 | The Devil's Daffodil                              | Ling Chu                                                                                                 |                                                                     |
| 60  | 1961 | Ercole al centro della terra                      | King Lico (Licos)                                                                                        | Alternativ titel: Hercules in the Haunted World                     |
| 61  | 1962 | Stranglehold                                      | |                                                                     |
| 62  | 1962 | The Puzzle of the Red Orchid                      | Captain Allerman                                                                                         |                                                                     |
| 63  | 1962 | The Pirates of Blood River                        | Captain LaRoche                                                                                          |                                                                     |
| 64  | 1962 | The Devil's Agent                                 | Baron von Staub                                                                                          |                                                                     |
| 65  | 1962 | Sherlock Holmes and the Deadly Necklace           | Sherlock Holmes                                                                                          |                                                                     |
| 66  | 1963 | Katarsis                                          | Mephistoles                                                                                              |                                                                     |
| 67  | 1963 | The Virgin of Nuremberg                           | Erich | Aka Castle of Terror og La vergine di Norimberga                    |
| 68  | 1963 | La frusta e il corpo                              | Kurt Menliff                                                                                             | Aka The Whip and the Body og Night Is the Phantom                   |
| 69  | 1964 | Il castello dei morti vivi                        | Count Drago                                                                                              | Alternativ titel: Castle of the Living Dead                         |
| 70  | 1964 | Terror in the Crypt                               | Count Ludwig Karnstein                                                                                   | Aka Crypt of the Vampire og Crypt of Horror                         |
| 71  | 1964 | The Devil-Ship Pirates                            | Captain Robeles                                                                                          |                                                                     |
| 72  | 1964 | The Gorgon                                        | Prof. Karl Meister                                                                                       |                                                                     |
| 73  | 1965 | Dr. Terror's House of Horrors                     | Franklyn Marsh                                                                                           |                                                                     |
| 74  | 1965 | She                                               | Billali                                                                                                  |                                                                     |
| 75  | 1965 | The Skull                                         | Sir Matthew Phillips                                                                                     |                                                                     |
| 76  | 1965 | Ten Little Indians                                | Stemme på "Mr. Owen"                                                                                     | Ukrediteret                                                         |
| 77  | 1965 | The Face of Fu Manchu                             | Dr. Fu Manchu / Lee Tao                                                                                  |                                                                     |
| 78  | 1966 | Theatre of Death                                  | Philippe Darvas                                                                                          |                                                                     |
| 79  | 1966 | Dracula: Prince of Darkness                       | Grev Dracula                                                                                             |                                                                     |
| 80  | 1966 | Rasputin, the Mad Monk                            | Grigorij Rasputin                                                                                        |                                                                     |
| 81  | 1966 | Circus of Fear                                    | Gregor                                                                                                   | Alternativ titel: Psycho Circus                                     |
| 82  | 1966 | The Brides of Fu Manchu                           | Fu Manchu                                                                                                |                                                                     |
| 83  | 1967 | The Vengeance of Fu Manchu                        | Dr. Fu Manchu                                                                                            |                                                                     |
| 84  | 1967 | Night of the Big Heat                             | Godfrey Hanson                                                                                           |                                                                     |
| 85  | 1967 | Five Golden Dragons                               | Dragon #4                                                                                                |                                                                     |
| 86  | 1967 | The Blood Demon                                   | Count Frederic Regula, Graf von Andomai                                                                  | Aka The Torture Chamber of Dr. Sadism og Castle of the Walking Dead |
| 87  | 1968 | Curse of the Crimson Altar                        | Morley                                                                                                   |                                                                     |
| 88  | 1968 | The Devil Rides Out                               | Duc de Richleau                                                                                          |                                                                     |
| 89  | 1968 | Eve                                               | Colonel Stuart                                                                                           | Alternativ titel: The Face of Eve                                   |
| 90  | 1968 | The Blood of Fu Manchu                            | Fu Manchu                                                                                                |                                                                     |
| 91  | 1968 | Blodsugeren Dracula                               | Grev Dracula                                                                                             |                                                                     |
| 92  | 1969 | The Castle of Fu Manchu                           | Fu Manchu                                                                                                |                                                                     |
| 93  | 1969 | The Oblong Box                                    | Dr. J. Neuhart                                                                                           |                                                                     |
| 94  | 1969 | The Magic Christian                               | Ship's vampire                                                                                           |                                                                     |
| 95  | 1970 | Scream and Scream Again                           | Fremont                                                                                                  |                                                                     |
| 96  | 1970 | Umbracle                                          | The Man                                                                                                  |                                                                     |
| 97  | 1970 | The Bloody Judge (es)                             | Lord George Jeffreys                                                                                     | Alternativ titel: Night of the Blood Monster                        |
| 98  | 1970 | Count Dracula                                     | Grev Dracula                                                                                             |                                                                     |
| 99  | 1970 | Dracula får blod på tanden                        | Grev Dracula                                                                                             |                                                                     |
| 100 | 1970 | One More Time                                     | Grev Dracula                                                                                             |                                                                     |
| 101 | 1970 | Julius Caesar                                     | Artemidorus                                                                                              |                                                                     |
| 102 | 1970 | Eugenie                                           | Dolmance                                                                                                 | Aka Eugenie - The Story of Her Journey into Perversion              |
| 103 | 1970 | The Private Life of Sherlock Holmes               | Mycroft Holmes                                                                                           |                                                                     |
| 104 | 1970 | Scars of Dracula                                  | Grev Dracula                                                                                             |                                                                     |
| 105 | 1971 | The House That Dripped Blood                      | John Reid                                                                                                | Segment: "Sweets to the Sweet"                                      |
| 105 | 1971 | Cuadecuc, vampir                                  | Grev Dracula/sig selv                                                                                    |                                                                     |
| 106 | 1971 | I, Monster                                        | Dr. Charles Marlowe/Edward Blake                                                                         |                                                                     |
| 107 | 1971 | Hannie Caulder                                    | Bailey                                                                                                   |                                                                     |
| 108 | 1972 | Death Line                                        | Stratton-Villiers, MI5                                                                                   | Alternativ titel: Raw Meat                                          |
| 109 | 1972 | Nothing But the Night                             | Col. Charles Bingham                                                                                     |                                                                     |
| 110 | 1972 | Vampyren jager hotpants                           | Grev Dracula                                                                                             |                                                                     |
| 111 | 1973 | Dark Places                                       | Dr. Mandeville                                                                                           |                                                                     |
| 112 | 1973 | The Creeping Flesh                                | James Hildern                                                                                            |                                                                     |
| 113 | 1973 | Satan er løs                                      | Grev Dracula                                                                                             |                                                                     |
| 114 | 1973 | Horror Express                                    | Sir Alexander Saxton                                                                                     |                                                                     |
| 115 | 1973 | The Three Musketeers                              | Rochefort                                                                                                |                                                                     |
| 116 | 1973 | The Wicker Man                                    | Lord Summerisle                                                                                          | Lee betragtede The Wicker Man som sin bedste film                   |
| 117 | 1974 | The Four Musketeers                               | Rochefort                                                                                                |                                                                     |
| 118 | 1974 | The Man with the Golden Gun                       | Francisco Scaramanga                                                                                     |                                                                     |
| 119 | 1975 | Diagnosis: Murder                                 | Dr. Stephen Hayward                                                                                      |                                                                     |
| 120 | 1975 | Le boucher, la star et l'orpheline                | Van Krig/sig selv                                                                                        |                                                                     |
| 121 | 1976 | The Keeper                                        | The Keeper                                                                                               |                                                                     |
| 122 | 1976 | Killer Force                                      | Major Chilton                                                                                            | Alternativ titel: The Diamond Mercenaries                           |
| 123 | 1976 | To the Devil, A Daughter                          | Father Michael Rayner                                                                                    |                                                                     |
| 124 | 1976 | Dracula père et fils                              | Prince of Darkness                                                                                       | Alternativ titel: Dracula and Son                                   |
| 125 | 1976 | Albino                                            | Bill | Aka Whispering Death og Death in the Sun                            |
| 126 | 1977 | Airport '77                                       | Martin Wallace                                                                                           |                                                                     |
| 127 | 1977 | Meatcleaver Massacre                              | On-screen Fortæller                                                                                      | Aka Evil Force og Revenge of the Dead                               |
| 128 | 1977 | End of the World                                  | Fader Pergado / Zindar                                                                                   |                                                                     |
| 129 | 1977 | Starship Invasions                                | Kaptajn Rameses                                                                                          |                                                                     |
| 130 | 1978 | Return from Witch Mountain                        | Dr. Victor Gannon                                                                                        |                                                                     |
| 131 | 1978 | Caravans                                          | Sardar Khan                                                                                              |                                                                     |
| 132 | 1978 | Circle of Iron                                    | Zetan | Alternativ titel: The Silent Flute                                  |
| 133 | 1979 | The Passage                                       | Gypsy |                                                                     |
| 134 | 1979 | Arabian Adventure                                 | Alquazar                                                                                                 |                                                                     |
| 135 | 1979 | Nutcracker Fantasy                                | Uncle Drosselmeyer / Street Singer / Watchmaker                                                          | Stemme                                                              |
| 136 | 1979 | Jaguar Lives!                                     | Adam Caine                                                                                               |                                                                     |
| 137 | 1979 | Bear Island                                       | Lechinski                                                                                                |                                                                     |
| 138 | 1979 | 1941                                              | Capt. Wolfgang von Kleinschmidt                                                                          |                                                                     |
| 139 | 1979 | Captain America II: Death Too Soon                | Miguel                                                                                                   |                                                                     |
| 140 | 1980 | Serial                                            | Luckman Skull                                                                                            |                                                                     |
| 141 | 1981 | The Salamander                                    | Prince Baldasar, the Director of Counterintelligence                                                     |                                                                     |
| 142 | 1981 | Desperate Moves                                   | Dr. Carl Boxer                                                                                           |                                                                     |
| 143 | 1981 | An Eye for an Eye                                 | Morgan Canfield                                                                                          |                                                                     |
| 144 | 1982 | Safari 3000                                       | Count Borgia                                                                                             |                                                                     |
| 145 | 1982 | The Last Unicorn                                  | King Haggard                                                                                             | Stemme; også på tysk                                                |
| 146 | 1983 | New Magic                                         | Mr. Kellar                                                                                               |                                                                     |
| 147 | 1983 | The Return of Captain Invincible                  | Mr. Midnight                                                                                             |                                                                     |
| 148 | 1983 | House of the Long Shadows                         | Corrigan                                                                                                 |                                                                     |
| 149 | 1984 | The Rosebud Beach Hotel                           | Mr. Clifford King                                                                                        |                                                                     |
| 150 | 1985 | Mask of Murder                                    | Chief Supt. Jonathan Rich                                                                                |                                                                     |
| 151 | 1985 | Howling II: Your Sister Is a Werewolf             | Stefan Crosscoe                                                                                          |                                                                     |
| 152 | 1986 | The Girl                                          | Peter Storm                                                                                              |                                                                     |
| 153 | 1986 | Valhalla                                          | Thor | Tysk stemme                                                         |
| 153 | 1987 | Jocks                                             | President White                                                                                          |                                                                     |
| 154 | 1987 | Mio, min Mio                                      | Kato |                                                                     |
| 155 | 1988 | Dark Mission                                      | Luis Morel                                                                                               |                                                                     |
| 156 | 1989 | Murder Story                                      | Willard Hope                                                                                             |                                                                     |
| 157 | 1989 | La chute des aigles                               | Walter Strauss                                                                                           |                                                                     |
| 158 | 1989 | The Return of the Musketeers                      | Rochefort                                                                                                |                                                                     |
| 159 | 1990 | The Rainbow Thief                                 | Uncle Rudolf                                                                                             |                                                                     |
| 160 | 1990 | L'avaro                                           | Cardinale Spinosi                                                                                        |                                                                     |
| 161 | 1990 | Honeymoon Academy                                 | Lazos |                                                                     |
| 162 | 1990 | Panga                                             | - |                                                                     |
| 163 | 1990 | Gremlins 2: The New Batch                         | Doctor Catheter                                                                                          |                                                                     |
| 164 | 1991 | Curse III: Blood Sacrifice                        | Doctor Pearson                                                                                           |                                                                     |
| 165 | 1992 | Jackpot                                           | Cedric                                                                                                   |                                                                     |
| 166 | 1992 | Kabuto                                            | King Philip                                                                                              |                                                                     |
| 167 | 1994 | Police Academy: Mission to Moscow                 | Cmndt. Alexandrei Nikolaivich Rakov                                                                      |                                                                     |
| 168 | 1994 | Funny Man                                         | Callum Chance                                                                                            |                                                                     |
| 169 | 1994 | Flesh and Blood                                   | Fortæller/sig selv                                                                                       | Sidste samarbejde med Peter Cushing                                 |
| 170 | 1995 | A Feast at Midnight                               | V. E. Longfellow, a.k.a. Raptor                                                                          |                                                                     |
| 171 | 1996 | Welcome to the Discworld                          | Death |                                                                     |
| 172 | 1996 | The Stupids                                       | Evil Sender                                                                                              |                                                                     |
| 173 | 1998 | Tale of the Mummy                                 | Sir Richard Turkel                                                                                       |                                                                     |
| 174 | 1998 | Jinnah                                            | Mohammed Ali Jinnah                                                                                      | Lee considered this to be his favourite role/most significant       |
| 175 | 1999 | Sleepy Hollow                                     | Burgomaster                                                                                              |                                                                     |
| 176 | 2001 | The Lord of the Rings: The Fellowship of the Ring | Saruman                                                                                                  |                                                                     |
| 177 | 2002 | Star Wars Episode II: Attack of the Clones        | Count Dooku / Darth Tyranus                                                                              |                                                                     |
| 178 | 2002 | The Lord of the Rings: The Two Towers             | Saruman                                                                                                  |                                                                     |
| 179 | 2003 | The Lord of the Rings: The Return of the King     | Saruman                                                                                                  | Extended Edition only                                               |
| 180 | 2004 | Crimson Rivers II: Angels of the Apocalypse       | Heinrich von Garten                                                                                      |                                                                     |
| 181 | 2005 | The Adventures of Greyfriars Bobby                | The Lord Provost                                                                                         |                                                                     |
| 182 | 2005 | Star Wars Episode III: Revenge of the Sith        | Count Dooku / Darth Tyranus                                                                              |                                                                     |
| 183 | 2005 | Charlie and the Chocolate Factory                 | Dr. Wilbur Wonka                                                                                         |                                                                     |
| 184 | 2005 | Corpse Bride                                      | Pastor Galswells                                                                                         | Stemme                                                              |
| 185 | 2007 | The Golden Compass                                | First High Councillor                                                                                    |                                                                     |
| 186 | 2008 | Star Wars: The Clone Wars                         | Count Dooku / Darth Tyranus                                                                              | Stemme                                                              |
| 187 | 2009 | Boogie Woogie                                     | Alfred Rhinegold                                                                                         |                                                                     |
| 188 | 2009 | Triage                                            | Joaquín Morales                                                                                          |                                                                     |
| 189 | 2009 | Glorious 39                                       | Walter                                                                                                   |                                                                     |
| 190 | 2010 | Alice in Wonderland                               | Jabberwocky                                                                                              | Stemme                                                              |
| 191 | 2010 | Burke & Hare                                      | Joseph                                                                                                   |                                                                     |
| 192 | 2010 | The Heavy                                         | Mr. Mason                                                                                                |                                                                     |
| 193 | 2011 | Season of the Witch                               | Cardinal D’Ambroise                                                                                      |                                                                     |
| 194 | 2011 | The Resident                                      | August                                                                                                   |                                                                     |
| 195 | 2011 | The Wicker Tree                                   | Old Gentleman                                                                                            |                                                                     |
| 196 | 2011 | Grave Tales                                       | Sig selv                                                                                                 | Original version only                                               |
| 197 | 2011 | Hugo                                              | Monsieur Labisse                                                                                         |                                                                     |
| 198 | 2012 | The Hunting of the Snark                          | Fortæller                                                                                                | Stemme                                                              |
| 199 | 2012 | Dark Shadows                                      | Silas Clarney                                                                                            |                                                                     |
| 200 | 2012 | Django Unchained                                  | Don Bennett også kendt som Big Daddy<ref>https://www.imdb.com/title/tt1853728/characters/nm0000467/<ref> |                                                                     |
| 201 | 2012 | The Hobbit: An Unexpected Journey                 | Saruman                                                                                                  |                                                                     |
| 202 | 2013 | Night Train to Lisbon                             | Father Bartolomeu                                                                                        |                                                                     |
| 203 | 2013 | Necessary Evil                                    | Fortæller                                                                                                | Stemme                                                              |
| 204 | 2013 | The Girl from Nagasaki                            | Old Officer Pinkerton                                                                                    |                                                                     |
| 205 | 2014 | The Hobbit: The Battle of the Five Armies         | Saruman                                                                                                  |                                                                     |
| 206 | 2015 | Extraordinary Tales                               | | Stemme                                                              |
| 207 | 2015 | Angels in Notting Hill                            | God/Mr. President                                                                                        | Stemme                                                              |

## Fjernsyn
| År      | Film                                  | Rolle                     | Noter                                                          |
| ------- | ------------------------------------- | ------------------------- | -------------------------------------------------------------- |
| 1955    | Moby Dick—Rehearsed                   | A Stage Manager/Flask     | TV film                                                        |
| 1955    | The Vise                              | Different Roles           | Episoder: "Stronghold", "Price of Vanity", "The Final Column"  |
| 1955    | Tales of Hans Anderson                | Different Roles           | Episoder: "Wee Willie Winkie", "The Cripple Boy"               |
| 1956    | Chevron of Fallen Stars               | Governor                  | Episode: "Captain Kidd"                                        |
| 1956    | The Scarlet Pimpernel                 | Louis (Ukrediteret)       | Episode: "The Elusive Chauvelin"                               |
| 1956    | Colonel March of Scotland Yard        | Jean-Pierre               | Episode: "At Night All Cats Are Grey"                          |
| 1953–56 | Douglas Fairbanks, Jr., Presents      | Different Roles           | 13 Episoder                                                    |
| 1956    | Sailor of Fortune                     | Different Roles           | Episoder: "The Desert Hostages", "Stranger in Danger"          |
| 1956    | The Adventures of Aggie               | Inspector Hollis          | Episode: "Cut Glass"                                           |
| 1957    | Errol Flynn Theater                   | Different Roles           | 4 Episoder                                                     |
| 1956–57 | Assignment Foreign Legion             | Different Roles           | Episoder: "As We Forgive", "The Anaya"                         |
| 1957    | The Gay Cavalier                      | Colonel Jeffries          | Episode: "The Lady's Dilemma"                                  |
| 1958    | O.S.S.                                | Dessinger                 | Episode: "Operation Firefly"                                   |
| 1958    | Ivanhoe                               | Sir Otto                  | Episode: "The German Knight"                                   |
| 1958    | White Hunter                          | Mark Caldwell             | Episode: "This Hungry Hell"                                    |
| 1959    | The Adventures of William Tell        | Prince Erik               | Episode: "Manhunt"                                             |
| 1960    | Tales of the Vikings                  | Norman Knight             | Episode: "The Bull"                                            |
| 1961    | Alcoa Presents: One Step Beyond       | Wilhelm Reitlinger        | Episode: "The Sorcerer"                                        |
| 1964    | The Alfred Hitchcock Hour             | Karl Jorla                | Episode: "The Sign of Satan"                                   |
| 1967    | The Avengers                          | Professor Stone           | Episode: "Never, Never Say Die"                                |
| 1969    | The Avengers                          | Colonel Mannering         | Episode: "The Interrogators"                                   |
| 1969    | Light Entertainment Killers           |                           | TV film                                                        |
| 1973    | Poor Devil                            | Lucifer                   | TV film                                                        |
| 1973    | Great Mysteries                       | Arnaud                    | Episode: "The Leather Funnel"                                  |
| 1976    | Space: 1999                           | Captain Zandor            | Episode: "Earthbound"                                          |
| 1978    | How the West Was Won                  | The Grand Duke            | TV miniserie                                                   |
| 1978    | The Pirate                            | Samir Al Fay              | TV film                                                        |
| 1978    | Saturday Night Live                   | Vært                      | Episode: "Christopher Lee/Meat Loaf"                           |
| 1979    | Captain America II: Death Too Soon    | Miguel                    | TV film                                                        |
| 1980    | Once Upon a Spy                       | Marcus Valorium           | TV film                                                        |
| 1980    | Charlie's Angels                      | Dale Woodman              | Episode: "Angel in Hiding"                                     |
| 1981    | Evil Stalks This House                | Vært                      | TV film                                                        |
| 1981    | Goliath Awaits                        | John McKenzie             | TV film                                                        |
| 1982    | Massarati and the Brain               | Victor Leopold            | TV film                                                        |
| 1982    | Charles & Diana: A Royal Love Story   | Prince Philip             | TV film                                                        |
| 1984    | The Far Pavilions                     | Kaka-ji Rao               | TV miniserie                                                   |
| 1984    | Faerie Tale Theatre                   | King Vladimir V           | Episode: "The Boy Who Left Home to Find Out About the Shivers" |
| 1986    | Un métier du seigneur                 | Fog                       | TV film                                                        |
| 1986    | The Disputation                       | King James of Aragon      | TV film                                                        |
| 1986    | Shaka Zulu                            | Lord Bathurst             | TV miniserie                                                   |
| 1989    | Jorden rundt i 80 dage (tv-miniserie) | Stuart                    | TV miniserie                                                   |
| 1989    | La Révolution française               | Sanson                    | Segment: "Les Années Terribles"                                |
| 1990    | The Care of Time                      | Karlis Zander             | TV film                                                        |
| 1990    | Treasure Island                       | Blind Pew                 | TV film                                                        |
| 1991    | Sherlock Holmes and the Leading Lady  | Sherlock Holmes           | TV film                                                        |
| 1992    | Incident at Victoria Falls            | Sherlock Holmes           | TV film                                                        |
| 1992    | Beauty and the Beast                  | Monsieur Renard (voice)   | TV film                                                        |
| 1992    | The Young Indiana Jones Chronicles    | Count Ottokar Graf Czerin | Episode: "Austria, March 1917"                                 |
| 1992    | Double Vision                         | Mr. Bernard               | TV film                                                        |
| 1993    | Death Train                           | General Konstantin Benin  | TV film                                                        |
| 1995    | The Tomorrow People                   | Rameses                   | 5 Episoder                                                     |
| 1995    | Moses                                 | Ramses                    | TV film                                                        |
| 1995    | Tales of Mystery and Imagination      | Vært                      | TV-serie                                                       |
| 1996    | Sorellina e il principe del sogno     | Azaret                    | TV film                                                        |
| 1997    | Ivanhoe                               | Lucas de Beaumanoir       | TV miniserie                                                   |
| 1997    | Soul Music                            | Death                     | TV-serie                                                       |
| 1997    | Wyrd Sisters                          | Death                     | TV miniserie                                                   |
| 1997    | The Odyssey                           | Tiresias                  | TV miniserie                                                   |
| 1997–98 | The New Adventures of Robin Hood      | Olwyn                     | 6 Episoder                                                     |
| 2000    | Gormenghast                           | Flay                      | TV miniserie                                                   |
| 2000    | In the Beginning                      | Rameses I                 | TV film                                                        |
| 2000    | Ghost Stories for Christmas           | M. R. James               | TV miniserie                                                   |
| 2001    | Les Redoutables                       | Death                     | Segment: "Confession" (ukendte episoder)                       |
| 2005    | Pope John Paul II                     | Cardinal Stefan Wyszyński | TV miniserie                                                   |
| 2008    | The Colour of Magic                   | Death                     | Voice                                                          |

## Computerspil
| År   | Titel                                                                             | Rolle                           | Noter |
| ---- | --------------------------------------------------------------------------------- | ------------------------------- | ----- |
| 1994 | Ghosts                                                                            | Dr. Marcus Grimalkin / sig selv |       |
| 1999 | The Rocky Interactive Horror Show                                                 | Fortæller                       |       |
| 2001 | Conquest: Frontier Wars                                                           | Anvil / Headquarters            |       |
| 2003 | Freelancer                                                                        |                                 |       |
| 2003 | The Lord of the Rings: The Return of the King                                     | Saruman                         |       |
| 2004 | EverQuest 2                                                                       | Lucan D'Lere                    |       |
| 2004 | GoldenEye: Rogue Agent                                                            | Francisco Scaramanga            |       |
| 2005 | The Lord of the Rings: The Third Age                                              | Saruman                         |       |
| 2005 | The Lord of the Rings: The Battle for Middle-earth                                | Saruman                         |       |
| 2006 | Kingdom Hearts II                                                                 | DiZ / Ansem the Wise            |       |
| 2006 | The Lord of the Rings: The Battle for Middle-earth II                             | Saruman                         |       |
| 2007 | Kingdom Hearts II Final Mix                                                       | DiZ / Ansem the Wise            |       |
| 2008 | The Lord of the Rings: The Battle for Middle-earth II: The Rise of the Witch King | Saruman                         |       |
| 2009 | Kingdom Hearts 358/2 Days                                                         | DiZ                             |       |
| 2014 | Lego The Hobbit                                                                   | Saruman/Fortæller               |       |
| 2015 | Deus Ex Machina 2                                                                 | The Programmer (Fortæller)      |       |

## Priser og nomineringer
| År   | Nomineret arbejde                                 | Award                                                                               | Result    |
| ---- | ------------------------------------------------- | ----------------------------------------------------------------------------------- | --------- |
| 1973 | The Wicker Man                                    | Saturn Award for Best Actor                                                         | Nomineret |
| 1979 | Arabian Adventure                                 | Saturn Award for Best Actor                                                         | Nomineret |
| 2001 | The Lord of the Rings: The Fellowship of the Ring | Phoenix Film Critics Society Award for Best Cast                                    | Vundet    |
| 2001 | The Lord of the Rings: The Fellowship of the Ring | MTV Movie Award for Best Fight (shared with Ian McKellen)                           | Nomineret |
| 2001 | The Lord of the Rings: The Fellowship of the Ring | MTV Movie Award for Best Villain                                                    | Nomineret |
| 2001 | The Lord of the Rings: The Fellowship of the Ring | Screen Actors Guild Award for Outstanding Performance by a Cast in a Motion Picture | Nomineret |
| 2002 | Star Wars Episode II: Attack of the Clones        | MTV Movie Award for Best Fight                                                      | Vundet    |
| 2002 | The Lord of the Rings: The Two Towers             | Online Film Critics Society Award for Best Cast                                     | Vundet    |
| 2002 | The Lord of the Rings: The Two Towers             | Phoenix Film Critics Society Award for Best Cast                                    | Vundet    |
| 2002 | The Lord of the Rings: The Two Towers             | Screen Actors Guild Award for Outstanding Performance by a Cast in a Motion Picture | Nomineret |
| 2010 | Alice in Wonderland                               | Teen Choice Award for Movie;– Choice Fight (shared with Mia Wasikowska)             | Vundet    |
| 2011 | Hugo                                              | Washington D.C. Area Film Critics Association Award for Best Cast                   | Nomineret |